# Playa Råbylille
La Playa Råbylille (en danés: Råbylille Strand) es un centro turístico en la costa sur del este de Møn, una isla en el Mar Báltico en el sureste del país europeo de Dinamarca. El 1 de enero de 2007, se convirtió en parte del nuevo municipio de Vordingborg.
Está a 9 km (5,6 millas) al este de Stege y 15 km al suroeste de Mons Klint. Como resultado de la creciente popularidad de las casas de veraneo, muchas de ellas están disponibles para alquiler, desarrollándose rápidamente en los últimos 30 años.
Se localiza específicamente en las coordenadas geográficas 54°58′3.24″N 12°23′17.87″E / 54.9675667, 12.3882972